# Чухский язык
Чухский язык — один из майяских языков. Распространён в трёх муниципалитетах гватемальского департамента Уэуэтенанго: Сан-Матео-Иштатан, Сан-Себастьян-Коатан и Нентон, а также в прилегающих территориях мексиканского штата Чьяпас. Число носителей оценивается в 40 тыс. чел. в Гватемале и 10 тыс. чел — в Мексике.
Большое влияние на язык чух оказал испанский.
Алфавит языка чух: a, b', ch, ch', e, h, i, j, k, k', l, m, n, nh, o, p, r, s, t, t', tz, tz', u, w, v, x, y, ' (смычка).

## Счёт от одного до десяти
Сан-Матео-Иштатан/Сан-Себастьян-Коатан
- 1.Ju’un / Jun
- 2.Cha’ab' / Cha’ab'/chab'
- 3.Oxe' / Oxe'
- 4.Chanhe' / Chanhe'
- 5.Hoye' / O’e'
- 6.Wake' / Wake'
- 7.Huke' / Huke'
- 8.Wajxake' / Wajxke'
- 9.B’alunhe' / B’alnhe'
- 10.Lajunhe' / Lajnhe'